# University of Bristol
University of Bristol er et offentlig forskningsuniveristet i Bristol, England. Det  modtog royal charter i 1909, men det kan spores tilbage til en Merchant Venturers-skole grundlagt i 1595 og University College, der havde eksisteret siden 1876. Bristol Medical School, grundlagt i 1833, blev slået sammen med University College i 1893, og det blev senere universitetets institut for medicin.
Universitetet er organiseret i seks faciliteter, der består af skoler og afdelinger som driver over 200 bachelorkurser, der hovedsageligt ligger i området Tyndalls Park i Bristol. It had a total income of £1.06 billion in 2023–24, of which £294.1 million was from research grants and contracts, with an expenditure of £768.7 million. Det er deb største uafhængige arbejdsplads Bristol. Blandt de ansatte er 23 fellows fra Academy of Medical Sciences, 13 fellows fra British Academy, 43 fellows fra Academy of Social Sciences, 13 fellows fra Royal Academy of Engineering samt 48 fellows fra Royal Society. The University of Bristols alumni og fakultetsmedlemmer inkluderer 13 nobelprismodtagere.
Bristol er medlem af Russell Group for forskningsfokuserede britiske universiteter, the European-wide Coimbra Group og Worldwide Universities Network, som universitetets tidligere vicerektor, Eric Thomas, var formand for fra 2005 til 2007. Derudover har universitetet Erasmus Charter, og sender årligt mere end 500 studerende til partneruniversiteter rudnt om i Europa. Det har gennemsnitligt 6,4 (naturvidenskabsfakulteter) til 13,1 (medicin og tandlægefakulteter) ansøgere for hver bachelorplads.